# Eenjarige plant

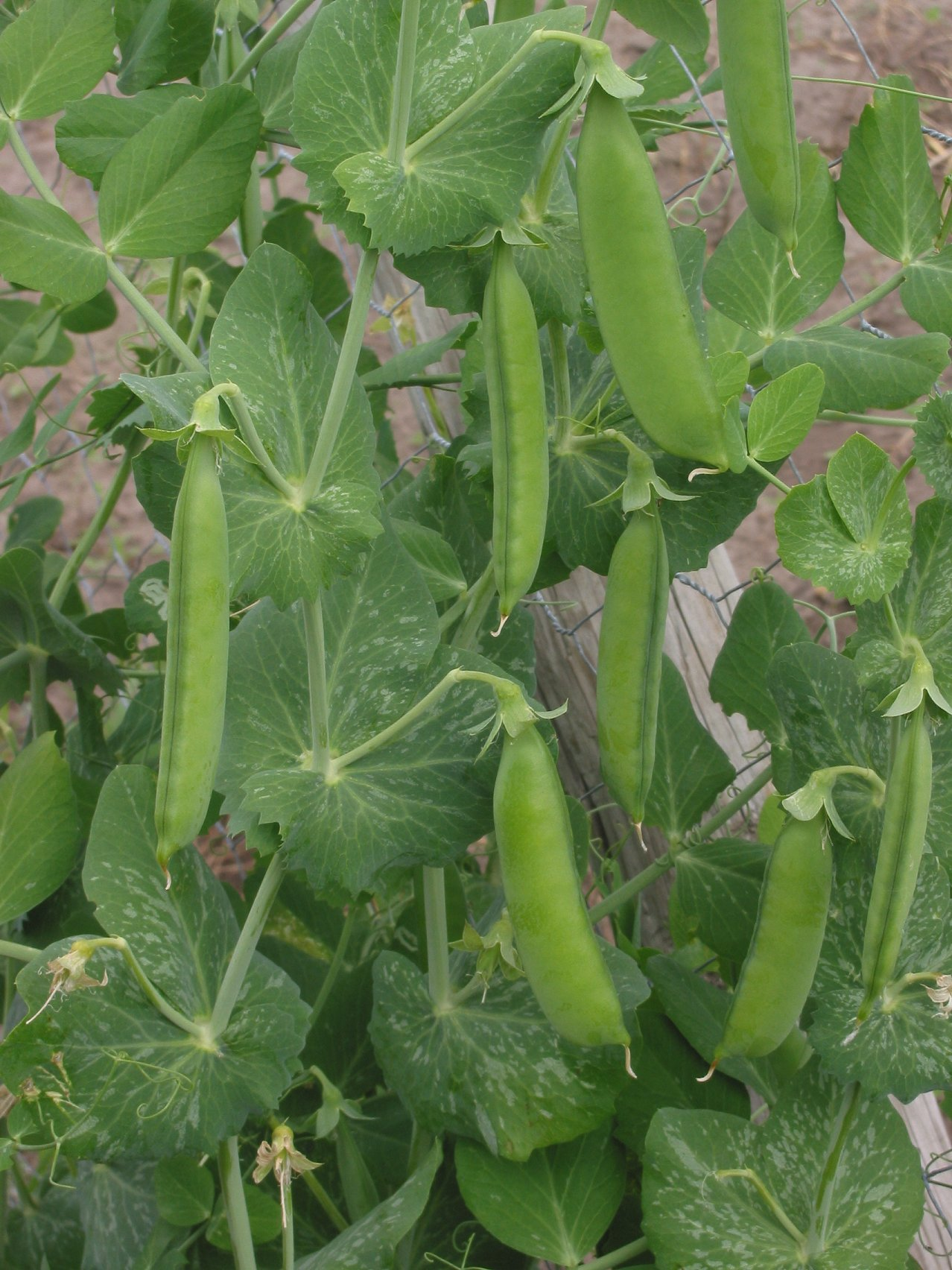
Erwten zijn eenjarige planten

Een eenjarige plant, annuel of therofyt is een plant die zijn levenscyclus van kieming tot zaad voltooit binnen één jaar. De plant sterft na de zaadzetting af, zoals bij vroegeling, of gaat aan het eind van het jaar dood. Eenjarige planten horen bij de monocarpische planten. Vormt de eenjarige plant geen winterknoppen, dan wordt wel van een 'therofyt' gesproken. 
Voorbeelden zijn veel cultuurgewassen en onkruiden van akkers en moestuinen. Hiertoe behoren cultuurgewassen als hennep (Cannabis sativa), zonnebloem, gewone tarwe, gerst, suikerbiet, alsook onkruiden als duist (Alopecurus myosuroides), vroegeling (Erophila verna), kleine veldkers (Cardamine hirsuta) en klein kruiskruid (Senecio vulgaris).
Veel planten worden op grond van hun biogeografische status, te weten hun mate van inburgering, gerekend tot de epoecofyten. Epoecofyten zijn planten die zich een plaats veroverd hebben in de huidige vegetatie, maar niet in de tegenwoordige potentieel natuurlijke vegetatie. Voorbeelden zijn Canadese fijnstraal (Erigeron canadensis), doornappel (Datura stramonium), tuinwolfsmelk (Euphorbia peplus), schijfkamille (Matricaria discoidea) en grote ereprijs (Veronica persica).
Een tweejarige plant heeft in het eerste jaar na de kieming alleen vegetatieve groei, bloeit in het tweede jaar, zet dan vrucht en sterft af na de zaadzetting. 